# Aster prainii
Aster prainii là một loài thực vật có hoa trong họ Cúc. Loài này được (J.R.Drumm.) Y.L.Chen mô tả khoa học đầu tiên năm 1981.